# 수사사키
수사사키 또는 제프로이수사사키(Pithecia monachus)는 신세계원숭이에 속하는 사키원숭이의 일종이다. 남아메리카의 브라질과 콜롬비아, 에콰도르 그리고 페루에서 발견된다. 키는 37–48 cm까지 자라며, 몸무게는 큰 토끼와 비슷한 약 1.5–3 kg 정도이다. 꼬리는 40 또는 50 cm 정도까지 자란다. 보통 임관수(林冠樹, canopy)의 3/4 지점에서 군집생활을 하며, 남획으로 인해 1900년대 후반 멸종 위기에 처해 있다.

## 아종
- 제프로이수사사키 (Pithecia monachus monachus)
- 밀러수사사키 (Pithecia monachus milleri) - 2014년 별도 종으로 승격되었다.